# Ranula
Een ranula of kikkergezwel is een slijmcyste in de mondbodem. De cyste ligt in de uitvoergang van de glandula sublingualis. Meestal komt een ranula enkelzijdig en boven het niveau van de musculus mylohyoideus voor. 
Het histologisch beeld toont een holte met epitheelbekleding.
De behandeling van een ranula is volledige excisie. Dit is echter vaak moeilijk door de dunne wand van de ranula en daarom wordt dan ook vaak voor marsupialisatie (het verbinden van de cysteholte met de buitenwereld om zo genezing te veroorzaken) gekozen. Mocht er recidief optreden dan is verwijdering van de glandula sublingualis noodzakelijk.

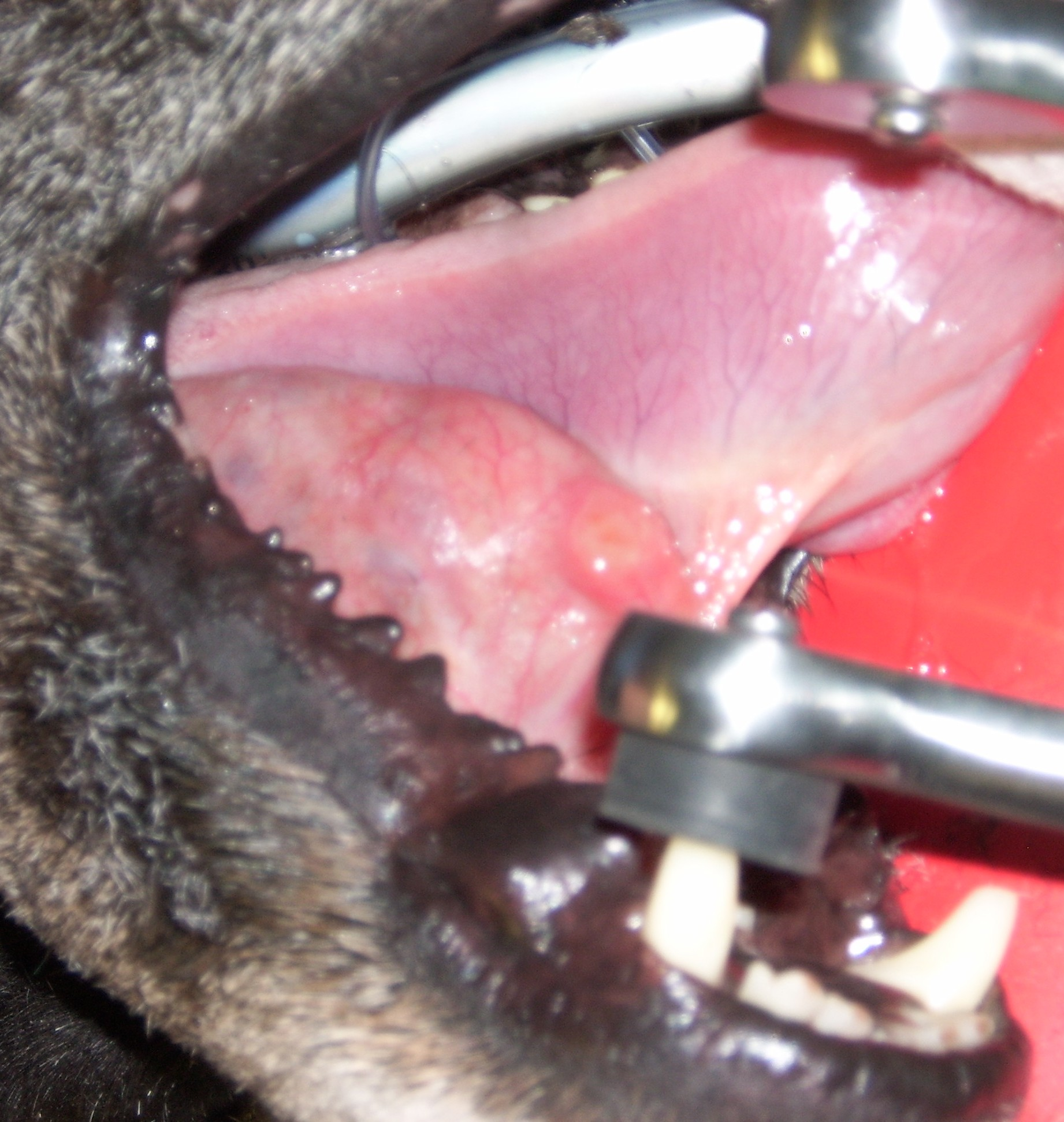
Ranula bij hond

## zie ook
- mucocele